# Ascalaphus longistigma
Ascalaphus longistigma is een insect uit de familie van de vlinderhaften (Ascalaphidae), die tot de orde netvleugeligen (Neuroptera) behoort. 
Ascalaphus longistigma is voor het eerst wetenschappelijk beschreven door McLachlan in 1871.